# Kurt Kempf (Politiker)
Kurt Kempf (* 20. September 1941 in Vöhrenbach; † 26. Dezember 1985 ebenda) war ein deutscher Politiker (SPD).

## Leben
Kempf war Qualitätskontrolleur und lebte in Vöhrenbach.
Kempf war Mitglied der SPD. Bei der Landtagswahl in Baden-Württemberg 1984 kandidierte er im Landtagswahlkreis Villingen-Schwenningen. Er zog über ein Zweitmandat in den Landtag von Baden-Württemberg ein. Nach seinem Tod im Dezember 1985 rückte Julius Redling für ihn in den Landtag nach.